# Ось моє село…
«Ось моє село…» (рос. «Вот моя деревня…») — російська радянська соціальна драма 1985 року про долю сибірського села кінця XX століття.

## Сюжет
Колись міцне і багатолюдне село Кудрінка поступово зникає під натиском індустріалізації: старі вмирають, молодь переселяється в місто — до більш зручного і комфортного життя. Щоб зупинити запустіння земель голова колгоспу запропонував адміністрації наступаючого вугільного комбінату нову, взаємовигідну форму використання сільгоспугідь.

## У ролях
- Олексій Булдаков —  Павло Петрович Зузєнок, голова колгоспу
- Лариса Гребенщикова —  Надія Зузєнок
- Юлія Дударьова —  Поліна, дочка Зузєнка
- Олександр Фатюшин —  Петро Дилдін
- Наталя Єгорова —  Марина Дилдіна
- Олександр Пашутін —  Родіон Пєгов
- Ніна Усатова —  Зоя Пєгова
- Ніна Русланова —  Мотря
- Марина Трегубович —  Євдокія
- Юрій Дубровін —  Захар Паклін, колгоспний сторож
- Микола Ісполатов —  лектор (озвучує Ернст Романов)
- Всеволод Кузнєцов —  Іван Савич Петрусьов, начальник будуправління
- Іван Краско —  Герасимов, начальник будівництва
- Олександр Вдовін —  Анатолій Миколайович Звєрєв, парторг будуправління
- Павло Кашлаков —  Василь, водій Зузєнка
- Володимир Меньшов —  Василь Васильович, секретар райкому партії
- Валентина Пугачова — Фролівна, секретарка колгоспу

## Знімальна група
- Сценарій і постановка: Віктор Трегубович
- Оператор-постановник: Володимир Бурикін
- Художник-постановник: Віктор Амельченко
- Композитор: Олексій Рибников
- Звукооператор: Наталія Левітіна
- Режисер: Віктор Трегубович
- Оператор: Олексій Родіонов
- Монтажер: Маргарита Шадріна
- Редактор: Світлана Пономаренко
- Директор картини: Георгій Гуров